# GNOME
GNOME ([ɡˈnoʊm] или [ˈnoʊm]) — свободная среда рабочего стола для UNIX-подобных операционных систем. GNOME не является частью проекта GNU.
Разработчики GNOME ориентируются на создание полностью свободной среды, доступной всем пользователям вне зависимости от их уровня технических навыков, физических ограничений и языка, на котором они говорят. В рамках проекта GNOME разрабатываются как приложения для конечных пользователей, так и набор инструментов для создания новых приложений, тесно интегрируемых в рабочую среду.
GNOME — акроним от англ. GNU Network Object Model Environment («среда сетевой объектной модели GNU»). Под GNU в данном случае подразумевается не проект, а операционная система, официальной средой рабочего стола в которой и является GNOME.

## Цели
Согласно заявлению на сайте GNOME:

Проект GNOME предоставляет две вещи: рабочую среду GNOME, интуитивно понятную и привлекательную для пользователей, и платформу разработки GNOME — обширный каркас для создания приложений, интегрируемых с рабочей средой.

Цели проекта:
- создание полностью свободной рабочей среды;
- простота пользовательского интерфейса[8], доступность для пользователей вне зависимости от их технических навыков и физических ограничений[9];
- интернационализация и локализация[10][11];
- обеспечение простой разработки приложений, интегрируемых со средой, на различных языках программирования;
- постоянный цикл разработки и выпуска новых версий.

### Практичность и простота интерфейса
Начиная с GNOME версии 2.0 большую важность в развитии проекта принимают соображения практичности, простоты и удобства использования среды, в том числе для неопытных или физически ограниченных пользователей. Эта тенденция нашла своё выражение в статье Хэвока Пеннингтона «Пользовательский интерфейс свободных программ» (англ. «Free Software UI»). Ключевым моментом в этой статье стала идея о том, что каждая функциональная нагрузка и каждая опция настройки в программе имеет свою цену: зачастую лучше выбрать один, оптимальный вариант поведения программы, чем реализовывать множество вариантов и заставлять пользователя выбирать один из них.
Результатом стала разработка «Руководства по созданию человеческого интерфейса GNOME» (англ. GNOME Human Interface Guidelines, HIG). HIG — руководство, призванное помочь разработчикам в создании высококачественных, непротиворечивых и удобных графических интерфейсов. Как одно из последствий применения HIG, многие настройки, ранее доступные в GNOME, были признаны разработчиками проекта ненужными или малозначительными для большинства пользователей и удалены из основных диалоговых окон настройки.

### Локализация
За локализацию среды GNOME отвечает проект перевода GNOME (англ. GNOME Translation Project). Перевод пользовательского интерфейса и документации производится с помощью инструментария gettext.
Статистика для GNOME 2.32:
- на 34 языка переведено более 90 % строк пользовательского интерфейса;
- ещё на 30 языков переведено от 50 % до 90 % строк;
- на русский язык переведено 99 % строк пользовательского интерфейса и 45 % строк документации.

## Происхождение
Проект GNOME был основан в августе 1997 года Мигелем де Икасой и Федерико Меной Кинтеро как попытка создать полностью свободную рабочую среду для операционной системы GNU/Linux.
В то время популярность в среде Linux набирала KDE. Но KDE основана на инструментарии Qt фирмы Trolltech, который тогда был проприетарным продуктом. Чтобы не допустить ухудшения ситуации, была инициирована разработка GNOME — новой свободной рабочей среды на основе инструментария GTK+, созданного ранее для графического редактора The GIMP и распространяемого на условиях GNU LGPL.
В 2000 году версия Qt 2.2 была выпущена на условиях GNU GPL, в результате чего лицензионные проблемы KDE были ликвидированы. Однако проект GNOME, к тому времени уже достаточно развитый, продолжил своё существование, а к настоящему моменту снискал массовую популярность и используется по умолчанию во многих дистрибутивах UNIX. Однако данный вопрос стал актуален и в 2021 году, после сокращения бесплатного срока поддержки LTS-версий  со стороны QT.

## Организация
Как и большинство свободного ПО, проект GNOME не имеет строгой и чёткой организации. Обсуждение разработки GNOME происходит в нескольких списках рассылки, доступных для всех.
В августе 2000 года был создан GNOME Foundation (фонд GNOME) для решения административных задач, общения с прессой и как точка взаимодействия с организациями, заинтересованными в разработке приложений для GNOME.

## Платформы
Несмотря на то, что GNOME изначально была средой для GNU/Linux, сейчас она может быть запущена на большинстве UNIX-подобных систем: AIX, IRIX, разновидностях BSD, HP-UX; а также частично была адаптирована фирмой Sun Microsystems для ОС Solaris вместо устаревшего CDE. Sun Microsystems также выпустила Java Desktop System — рабочую среду на базе GNOME. Существует порт GNOME для Cygwin, способный работать под управлением Microsoft Windows.

## Архитектура
В основе среды GNOME лежит ряд библиотек и технологий. Некоторые из них разрабатываются как часть самого проекта GNOME, иные же являются результатом работы других проектов (например, freedesktop.org) и используются в других рабочих средах (KDE, Xfce).
В основном GNOME написана на языке Си (205), однако для библиотек GNOME существуют механизмы (так называемые привязки, англ. bindings), позволяющие использовать их из других языков. Поэтому многие приложения для GNOME пишутся на языках Vala (42), Python (32), C++ (17), JavaScript (12) и других. (В скобках указано количество репозиториев.)

### GTK+
Центральную роль в GNOME играет инструментарий GTK+, который предоставляет средства для создания графических интерфейсов. В состав GTK+ также входят вспомогательные библиотеки:
- GLib — библиотека удобных функций для программирования на Си;
- GObject — объектно-ориентированный каркас для программирования на Си;
- ATK — библиотека специальных возможностей для пользователей c физическими ограничениями;
- Pango — библиотека для вывода текста в широком спектре письменностей.

GTK+ написан на Си, однако всё больше GNOME-приложений разрабатываются на языках более высокого уровня. Это стало возможным благодаря тому, что в GTK+ изначально предусмотрена возможность относительно простого построения интерфейсов для других языков. Существуют надстройки для таких языков программирования, как Vala, C++ (gtkmm), Python (PyGTK), Perl (gtk2-perl), Java (java-gnome), Ruby (ruby-gnome2), C# (Gtk#), Tcl (Gnocl) и многих других. Только в программах, являющихся частью официального релиза GNOME, используются C, C++, C#, Python и Vala.

### Взаимодействие между приложениями
Когда Мигель де Икаса создавал проект GNOME, он находился под впечатлением от компонентных технологий компании Microsoft (COM и ActiveX). Планировалось сделать аналогичные технологии (на основе CORBA) важной частью GNOME. Технология CORBA реализована в GNOME в виде брокера ORBit. Средства для создания графических компонентов, поддержки составных документов предоставляются библиотекой Bonobo.
Сегодня основным средством взаимодействия между приложениями является D-Bus — облегчённый механизм межпроцессного взаимодействия, специально разработанный для настольного применения. От использования CORBA и Bonobo планируется отказаться.

### Графика и мультимедиа
В качестве графических и мультимедиа-инструментов в GNOME используются некоторые проекты freedesktop.org.
Библиотека Cairo обеспечивает вывод векторной графики. Она используется в GTK+ для отрисовки элементов интерфейса.
Технология GStreamer обеспечивает «прозрачную» работу с аудио и видео различных форматов — ввод, обработку и вывод. Её используют, в частности, мультимедиапроигрыватель GNOME Videos и программа извлечения аудио с компакт-дисков Sound Juicer.
Poppler — библиотека отображения PDF-документов, основанная на xpdf. Она используется приложением просмотра документов Evince.
Tango Desktop Project — это попытка создать единый визуальный стиль для свободного программного обеспечения, в первую очередь в области значков. Официальная тема значков GNOME следует рекомендациям проекта Tango по внешнему виду значков, а также соответствует спецификациям наименования значков freedesktop.org.

### Настройка среды
Начиная с GNOME 3.0, для хранения системных настроек используется фреймворк GSettings, основанный на формате файлов dconf. GSettings используется для хранения настроек среды и приложений и отслеживания их изменений. Для пользователя и приложений они представляются в виде единого «дерева» опций, подобно реестру Windows. Кроме того, GSettings позволяет системным администраторам ограничить изменение тех или иных настроек, сделав их обязательными для пользователей. Настройки можно изменять через Центр управления или через редактор dconf-editor. Приложения, использующие GSettings, могут предоставлять описания для отдельных опций, которые затем могут быть переведены на другие языки в рамках общего процесса локализации среды. В предыдущих версиях GNOME вместо GSettings использовался GConf.

### Другие технологии
- gettext — инструментарий, используемый для интернационализации и локализации среды.
- GVFS — виртуальная файловая система, предоставляющая унифицированный доступ к различным видам файловых хранилищ.
- Mutter — менеджер окон.
- GNOME Keyring — система хранения конфиденциальных данных (таких, как пароли).
- LibXML — библиотека для работы с XML.
- LibGDA — GNOME Data Access.
- Vala — язык программирования.

## Пользовательские приложения

### Файловый менеджер и панели
Файловый менеджер Nautilus обеспечивал до версии 3.28 отрисовку рабочего стола со значками на нём, а также обеспечивает работу с файлами и каталогами. Nautilus может работать в двух режимах: пространственном (англ. spatial) и режиме браузера. В первом режиме (по умолчанию в версиях 2.6 — 2.28)) каждый каталог открывается в своём собственном окне, причём положение окон запоминается. Во втором режиме, подобно Проводнику Windows, перемещение по каталогам производится в рамках одного окна, оснащённого панелями инструментов, деревом каталогов и другими элементами. Этот режим используется по умолчанию с версии 2.30. Начиная с версии 2.24, Nautilus поддерживает работу с вкладками. В настоящее время носит название GNOME Files.
В качестве оболочки по умолчанию, начиная с GNOME 3.0, используется GNOME Shell, основанная на оконном менеджере Mutter. Также до релиза GNOME 3.8 был доступен классический режим (fallback). Начиная с релиза GNOME 3.8 классический режим был заменён особым набором дополнений GNOME Shell, реализующим сходную функциональность.

### Базовые приложения

В окне gedit отображается фрагмент из романа Л. Н. Толстого «Война и мир»

- GNOME Terminal — эмулятор терминала, предоставляющий доступ к командной оболочке UNIX для пользователя графической среды. GNOME Terminal поддерживает все типичные функции эмулятора терминала, а также цветной вывод и события от мыши.
- gedit — текстовый редактор с поддержкой Юникода. Поддерживает использование вкладок для представления нескольких документов в одном окне, подсветку синтаксиса для ряда компьютерных языков, и другие возможности. Функциональность gedit может быть расширена с помощью плагинов.
- Приложение Yelp предназначено для просмотра разного рода документации, установленной в системе. Yelp позволяет просматривать как справку по приложениям GNOME, так и стандартные справочные материалы man и texinfo. Yelp использует движок Gecko для отображения страниц документации.

### Интернет

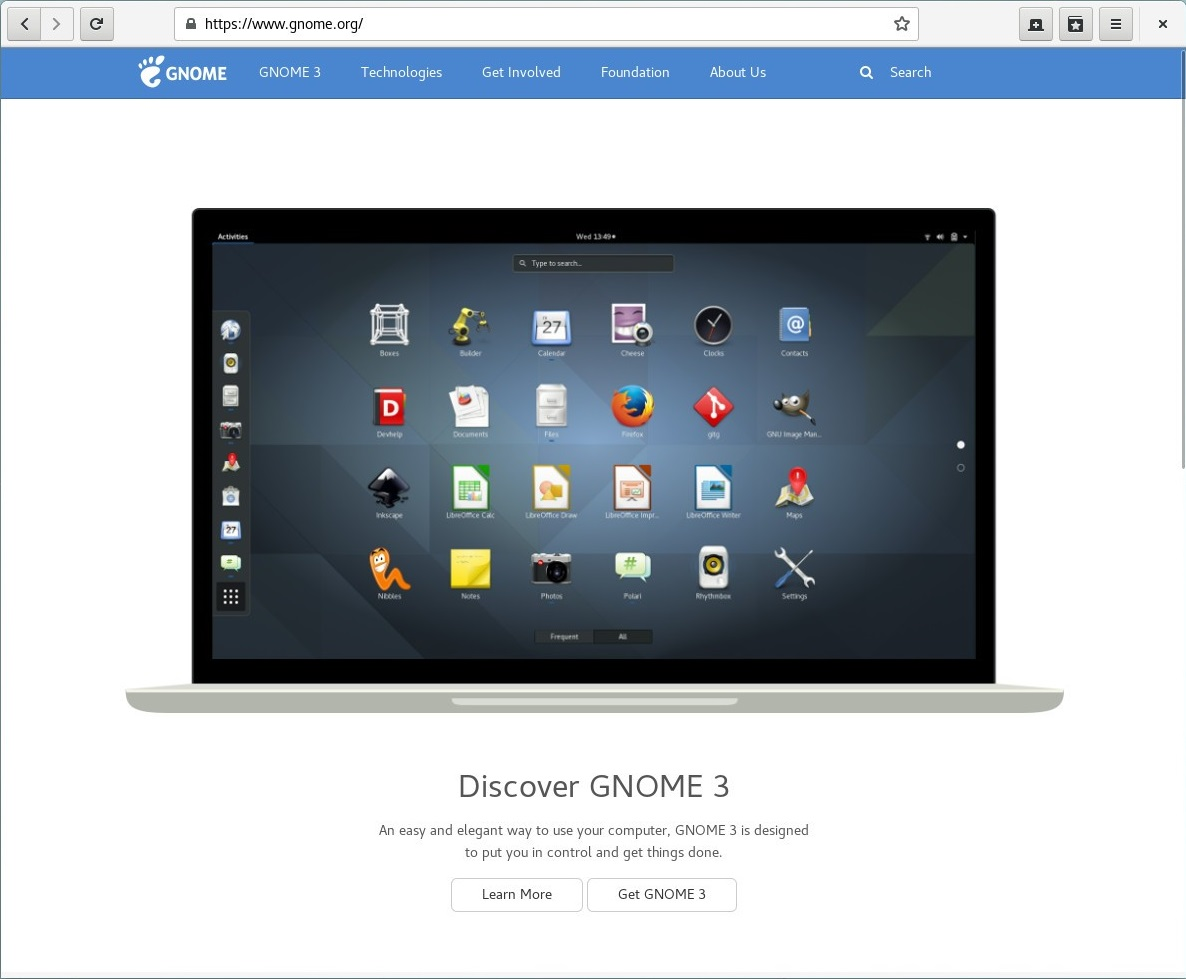
Epiphany 3.0

Web (ранее — Epiphany) — стандартный веб-браузер среды GNOME начиная с версии 2.4. Использует движок WebKit (используется также в Safari). До версии 2.28 использовался движок Gecko (применяется в Mozilla Firefox). Epiphany поддерживает просмотр нескольких страниц в одном окне с помощью вкладок, систему категоризуемых закладок, «умные закладки», а также систему расширений, с помощью которых в Epiphany были добавлены популярные функции из других браузеров.
Evolution — приложение для управления электронной почтой, расписанием и адресной книгой. Изначально разработанное компанией Ximian, которая затем стала частью Novell, это приложение вошло в состав GNOME в версии 2.8. Evolution поддерживает все основные почтовые протоколы, серверы Microsoft Exchange и GroupWise, включает в себя спам-фильтр и предоставляет ряд других возможностей.
Ekiga — приложение IP-телефонии и проведения видеоконференций, которое ранее называлось GnomeMeeting. Ekiga поддерживает протоколы SIP и H.323 и способна взаимодействовать с другими SIP-совместимыми клиентами, а также с Microsoft NetMeeting.
Empathy — приложение мгновенного обмена сообщениями, поддерживающее множество протоколов текстовых сообщений, а также видео- и голосовое общение. Включён в GNOME в версии 2.24.

### Графика и мультимедиа

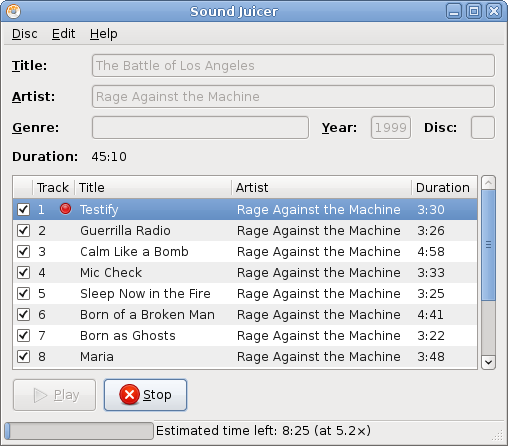
Sound Juicer в процессе извлечения аудиоданных

Приложения Eye of GNOME и Evince обеспечивают просмотр соответственно изображений и документов в широком спектре форматов, включая PNG, JPEG, GIF, SVG, TIFF (и многие другие) для изображений и PDF, DjVu, Postscript, TIFF и DVI для документов.
GNOME Videos — мультимедиа-проигрыватель среды GNOME. В качестве основы он может использовать GStreamer (до версии 2.28 использовался также Xine) и позволяет воспроизводить видео и аудио в различных форматах. GNOME Videos позволяет формировать плей-листы, поддерживает субтитры, интегрируется с файловым менеджером GNOME Files и веб-браузером Epiphany.
Sound Juicer — приложение для извлечения звуковых дорожек с компакт-дисков. Оно основано на библиотеках GStreamer и позволяет кодировать получающиеся звуковые файлы в любом из форматов, поддерживаемых GStreamer. Sound Juicer может автоматически получать метаданные о диске из базы данных MusicBrainz, а также поддерживает воспроизведение дорожек диска непосредственно в окне извлечения.

### Графические утилиты администрирования
GNOME System Tools — это комплект графических средств для администрирования UNIX-систем. GNOME System Tools абстрагируют отличия в отдельных разновидностях UNIX и дают возможность изменить основные настройки системы, не прибегая к правке конфигурационных файлов — традиционного средства настройки UNIX. В настоящее время в состав GNOME System Tools входят инструменты для настройки учётных записей пользователей системы, сетевых подключений, даты и времени, системных служб и общих сетевых ресурсов.

### Средства разработки
Начиная с GNOME 2.18, в состав GNOME входят также средства разработки приложений. На данный момент это Glade — визуальное средство построения графических интерфейсов на основе GTK+; и Devhelp — программа просмотра справочной документации по различным технологиям GNOME.

### Другие официальные приложения
Ниже перечислены некоторые другие официальные приложения GNOME, входящие в состав проекта и выпускаемые вместе с остальными частями среды.
- Alacarte — редактор меню.
- Brasero — программа для записи CD и DVD.
- Bug Buddy — программа формирования и отправки отчётов об ошибках, возникающих в других приложениях GNOME.
- GCalctool — калькулятор.
- GNOME Games — набор игр.
- GNOME Display Manager — дисплейный менеджер (графическая программа аутентификации пользователей среды).
- GNOME Keyring Manager — программа управления конфиденциальными данными, хранящимися в зашифрованном виде в GNOME Keyring.
- GNOME Screensaver — хранитель экрана.
- GNOME System Monitor — монитор состояния системы.
- Таблица символов GNOME — таблица символов Юникода.
- File Roller — менеджер архивов.
- Orca[итал.] — средство реабилитации (в том числе экранный диктор).
- Pessulus — программа для ограничения доступа к определённым функциям среды.
- Sabayon — программа редактирования профилей пользователей (наборов настроек среды).
- Seahorse — программа управления ключами шифрования.
- Tomboy — программа создания заметок.
- Vinagre[англ.] — VNC- и RDP-клиент.

### Сторонние приложения
Существует также большое количество приложений, которые разрабатываются с использованием технологий и инструментов GNOME, но не являются официальной частью проекта и выпускаются отдельно. Вот некоторые из них:
- AbiWord — текстовый процессор;
- Gnumeric — табличный процессор;
- GnuCash — программа управления финансами;
- Inkscape — редактор векторной графики;
- Pidgin — мессенджер;
- Rhythmbox — музыкальный проигрыватель.

## Версии
Новые версии GNOME выходят два раза в год — в марте и в сентябре. Стабильные выпуски имеют чётные младшие номера версии (2.0, 2.2, 2.4 и т. д.), а версии в разработке — нечётные. Ниже дан краткий список изменений в стабильных версиях GNOME:
| Версия | Дата             | Заметки |
| ------ | ---------------- | --- |
| 1.0    | 3 марта 1999     | Первая стабильная версия. |
| 1.0.53 | Октябрь 1999     | «October» |
| 1.2    | 25 мая 2000      | «Bongo» |
| 1.4    | 2 апреля 2001    | «Tranquility» |
| 2.0    | 26 июня 2002     | Большое усовершенствование — переход на GTK+ версии 2.0. |
| 2.2    | Февраль 2003     | Улучшения в работе с файлами и мультимедиа. Переход на менеджер окон Metacity. |
| 2.4    | Сентябрь 2003    | Включение Epiphany (Сейчас называется Web) в качестве стандартного веб-браузера. |
| 2.6    | Март 2004        | Изменения в Nautilus, добавлен новый файловый диалог GTK+. |
| 2.8    | Сентябрь 2004    | Улучшена поддержка переносных устройств, добавлено приложение Evolution. |
| 2.10   | Март 2005        | Понижение требований к памяти и улучшение производительности. Добавлены новые апплеты панели (модем, монтирование дисков и корзина), приложения GNOME Videos и Sound Juicer. |
| 2.12   | Сентябрь 2005    | Добавлены вертикальные (повёрнутые) панели и меню, темы курсоров мыши, профили ICC, редактор меню, управление службами, просмотр системных журналов. Переход на библиотеку Cairo для отрисовки графики. |
| 2.14   | 15 марта 2006    | Повышена скорость работы, добавлены средства для ограничения доступа к различным возможностям среды, новые поисковые системы в Nautilus и Yelp и др. |
| 2.16   | 6 сентября 2006  | Продвинутые трёхмерные эффекты, прозрачность. Улучшенная тема значков в стиле Tango. Новая служба управления питанием. Добавлены приложение Tomboy для создания заметок, новый редактор меню Alacarte, программа для управления дисковым пространством Baobab. |
| 2.18   | 14 марта 2007    | Добавлены приложения Seahorse, Glade и Devhelp, новые игры, а также улучшена поддержка восточных языков с вертикальным стилем письма. |
| 2.20   | 19 сентября 2007 | Улучшена поддержка языков с письмом справа налево (например, иврит и арабский), интегрирован поиск в диалоговое окно выбора файлов, новые функции Evolution, улучшен просмотр коллекций изображений, упрощены настройки, более эффективное управление питанием. |
| 2.22   | 12 марта 2008    | Добавлены приложения Cheese и Всемирные часы, Evolution продолжает улучшаться. В этом выпуске была добавлена поддержка Google Calendars и возможность назначать собственные метки (теги) электронным письмам. |
| 2.24   | 24 сентября 2008 | Добавлен интернет-мессенджер Empathy, VoIP клиент Ekiga 3.0, добавлена поддержка вкладок в Nautilus, улучшена поддержка работы с цифровым телевидением. |
| 2.26   | 18 марта 2009    | Официальное включение Brasero, расширены возможности миграции с Microsoft Outlook в Evolution, в Epiphany реализована подсказка посещённых сайтов в адресной строке, упрощённое расшаривание файлов, контроль громкости осуществляется через PulseAudio, новые функции Empathy, GNOME Videos |
| 2.28   | 23 сентября 2009 | Добавлена официальная поддержка Bluetooth, удалён totem-xine, официальный порт Epiphany на WebKit |
| 2.30   | 30 марта 2010    | Обновления файлового менеджера Nautilus для работы с несколькими папками одновременно, приложения обмена мгновенными сообщениями Empathy, записок Tomboy, другие обновления безопасности и стабильности |
| 2.32   | 30 сентября 2010 | Обновление многих программ: Nautilus, Empathy и т. п. |
| 3.0    | 6 апреля 2011    | Переход на GTK+ 3. Использование оболочки GNOME Shell и оконного менеджера Mutter по умолчанию. Интеграция мгновенного обмена сообщениями в оболочку. Однооконный интерфейс Центра управления. Новая тема Adwaita по умолчанию. Новый внешний вид системных диалогов и уведомлений. Переход на систему настроек GSettings. Крупные обновления многих стандартных приложений, в том числе Nautilus, Gedit, Evince, Yelp и Cheese. |
| 3.2    | 28 сентября 2011 | Добавлены сетевые учётные записи, поддержка web-приложений, менеджер контактов, менеджер документов и файлов, функция предварительного просмотра файлов в файловом менеджере, обновлена документация. |
| 3.4    | 28 марта 2012    | Обновлённый внешний вид приложений GNOME 3, среди которых Документы, Epiphany (Сейчас называется Web) и менеджер контактов GNOME. Добавлены поиск документов, меню приложений и новые анимированные приложения. Обновлены элементы интерфейса и анимации. |
| 3.6    | 26 сентября 2012 | [ 43 ] |
| 3.8    | Март 2013        | [ 44 ] |
| 3.10   | Сентябрь 2013    | [ 45 ] |
| 3.12   | Март 2014        | [ 46 ] |
| 3.14   | Сентябрь 2014    | [ 47 ] |
| 3.16   | Март 2015        | [ 48 ] |
| 3.18   | Сентябрь 2015    | [ 49 ] |
| 3.20   | Март 2016        | [ 50 ] |
| 3.22   | Сентябрь 2016    | Добавлена функция множественного переименования файлов, улучшена поддержка Wayland |
| 3.24   | Март 2017        | Добавлен режим ночной подсветки, улучшена область уведомлений, расширена поддержка самодостаточных пакетов Flatpak, модернизация браузера Epiphany |
| 3.26   | Сентябрь 2017    | Улучшение поиска, анимация раскрытия и сворачивания окон, поддержка цветных Emoji, отключение системного лотка, редизайн конфигуратора, новая панель настройки экрана, поддержка синхронизации с Firefox в Epiphany |
| 3.28   | Март 2018        | Поддержка изменчивых шрифтов, возможность установки меток в файловом менеджере, поддержка устройств с интерфейсом Thunderbolt 3, удаление возможности размещения пиктограмм на рабочем столе, новое приложение GNOME Usage |
| 40     | 24 марта 2021    | Переход на ветку GTK 4 с GTK 3, что повлекло значительные изменения в интерфейсе оболочки, отказ от вертикальной навигации в пользу интуитивно понятного горизонтального режима. Команда обновила аватары и добавила экранные жесты с тремя касаниями. Файловый менеджер Nautilus обзавёлся поддержкой времени создания файлов. В gvfs внедрили двухфактор и мультиплексирование соединений для sftp. В композитном менеджере Mutter улучшена поддержка XWayland. Изменилась схема нумерации. Один из разработчиков Emmanuele Bassi пояснил это тем, что предыдущая схема нумерации стала слишком громоздкой. Следующим номером версии должен был бы стать 3.40, и данный релиз является 40-м, если считать с нуля. |
| 41     | 22 сентября 2021 | Обновленный Центр приложений, новая программа Connections, режимы Энергопотребления. |
| 42     | 23 марта 2022    | Добавлен глобальный тёмный режим интерфейса. Переход системных приложений на GTK4 и libadwaita. Переделан инструмент для создания скриншотов. Добавлена возможность записи экрана. |
| 43     | 21 сентября 2023 | [ 63 ] |
| 44     | 22 марта 2023    | Кодовое название “Kuala Lumpur” |
| 45     | 20 сентября 2023 | Loupe заменил Eye из GNOME в качестве программы просмотра изображений по умолчанию, а Snapshot заменил Cheese в качестве приложения для веб-камеры по умолчанию. Кодовое название “Rīga” |
| 46     | 20 марта 2024    | Кодовое название “Kathmandu” |
| 47     | 18 сентября 2024 | Кодовое название “Denver” |
| 48     | 19 марта 2025    | Кодовое название “Bengaluru” |

## Критика GNOME 3 и форки
Линус Торвальдс критически оценил третью версию GNOME, отметил ряд недостатков и предложил сделать ответвление GNOME 2, одним из которых стал проект MATE. Торвальдс сообщил, что отныне будет пользоваться Xfce. В 2005 году он тоже критически оценивал GNOME, назвав его «окружением для идиотов».
После выхода GNOME 3 стали развиваться альтернативные проекты.
- Cinnamon — форк GNOME Shell, стилизованный под классический интерфейс GNOME 2[71];
- MATE — форк GNOME 2;
- GNOME Flashback — проект, продолжающий развитие классического режима GNOME 3.6 (fallback), код поддержки которого не вошёл в GNOME 3.8, в стиле GNOME-classic.

В Ubuntu 12.10 не был включён Nautilus 3.6 по причине урезания функционала.

## Иллюстрации

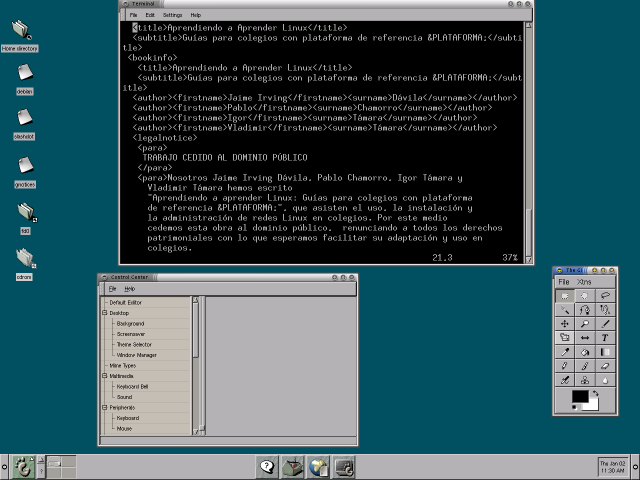
GNOME 1
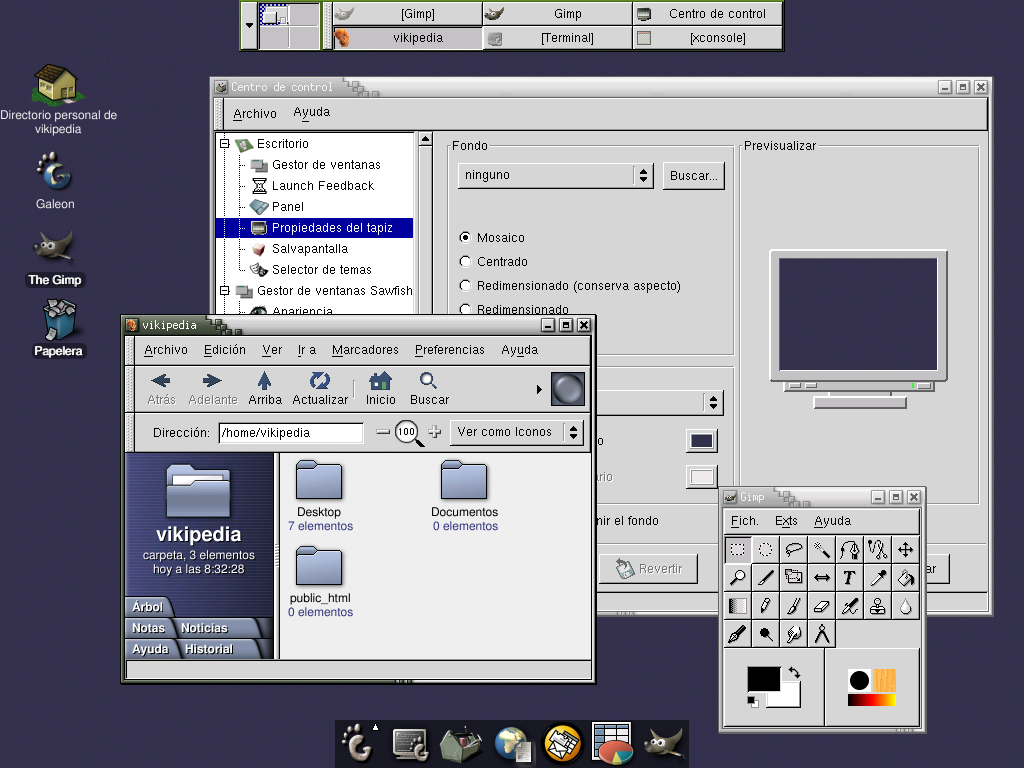
GNOME 1.4
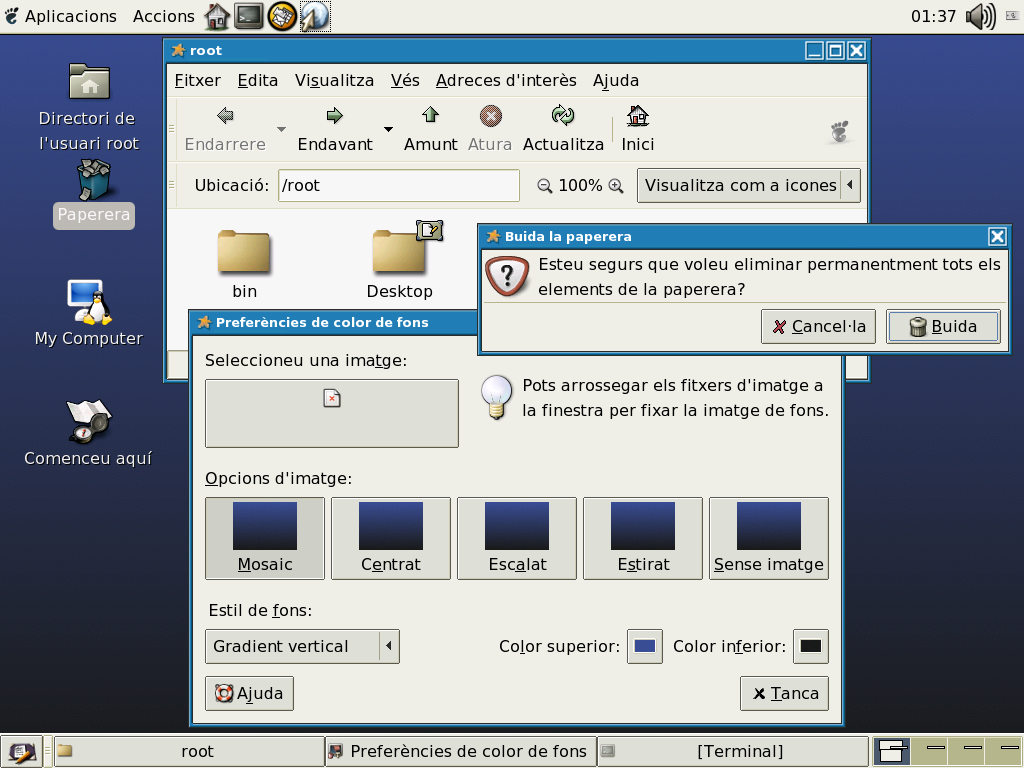
GNOME 2.0
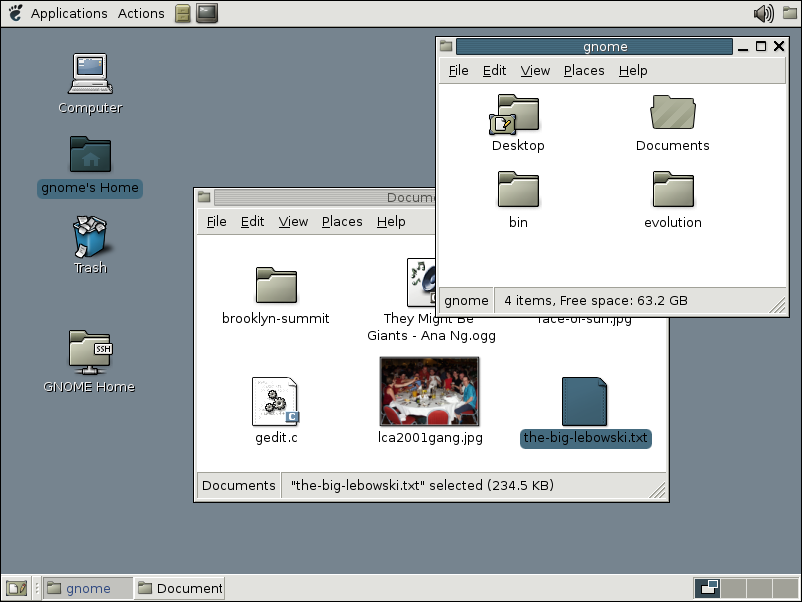
GNOME 2.6
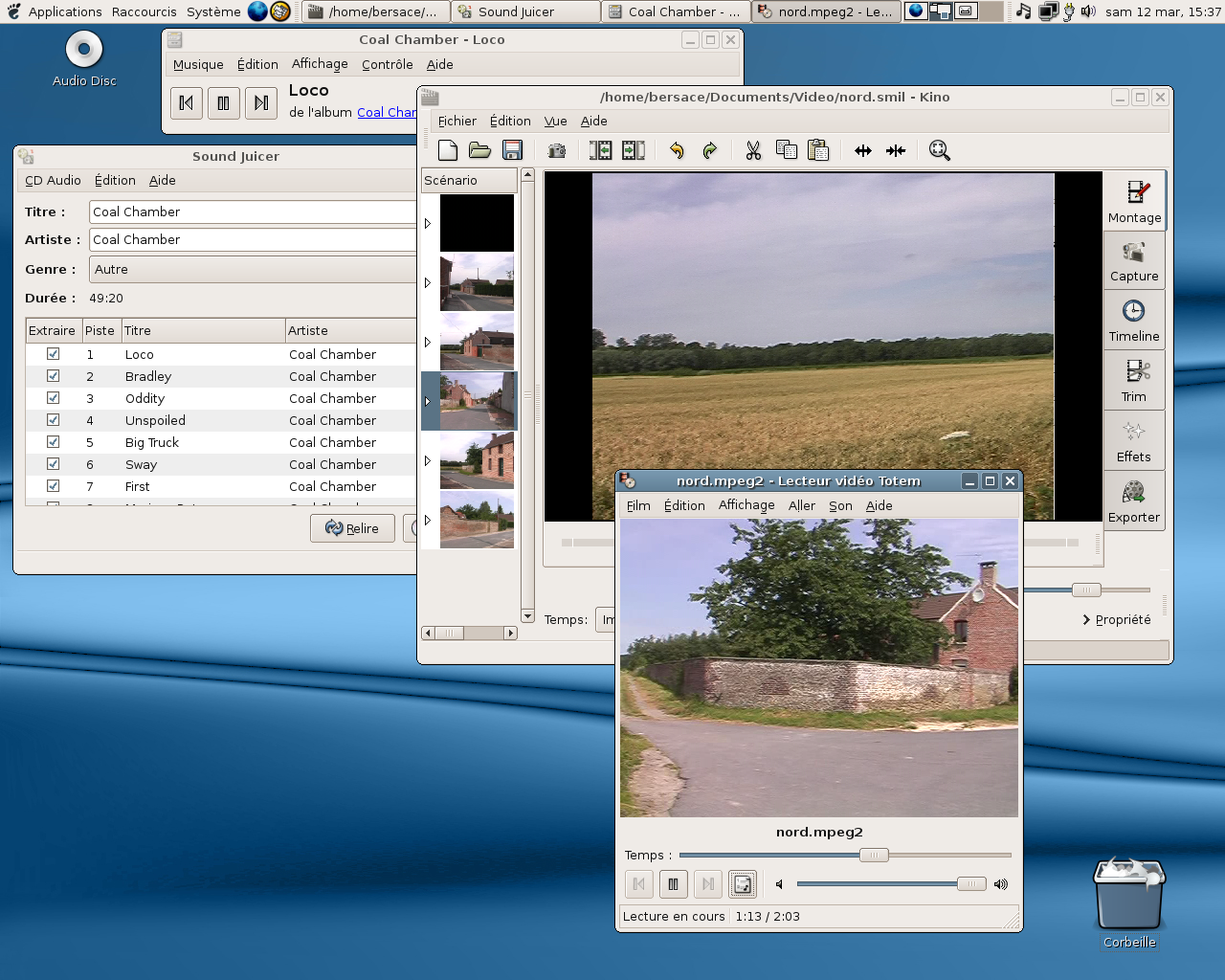
GNOME 2.10
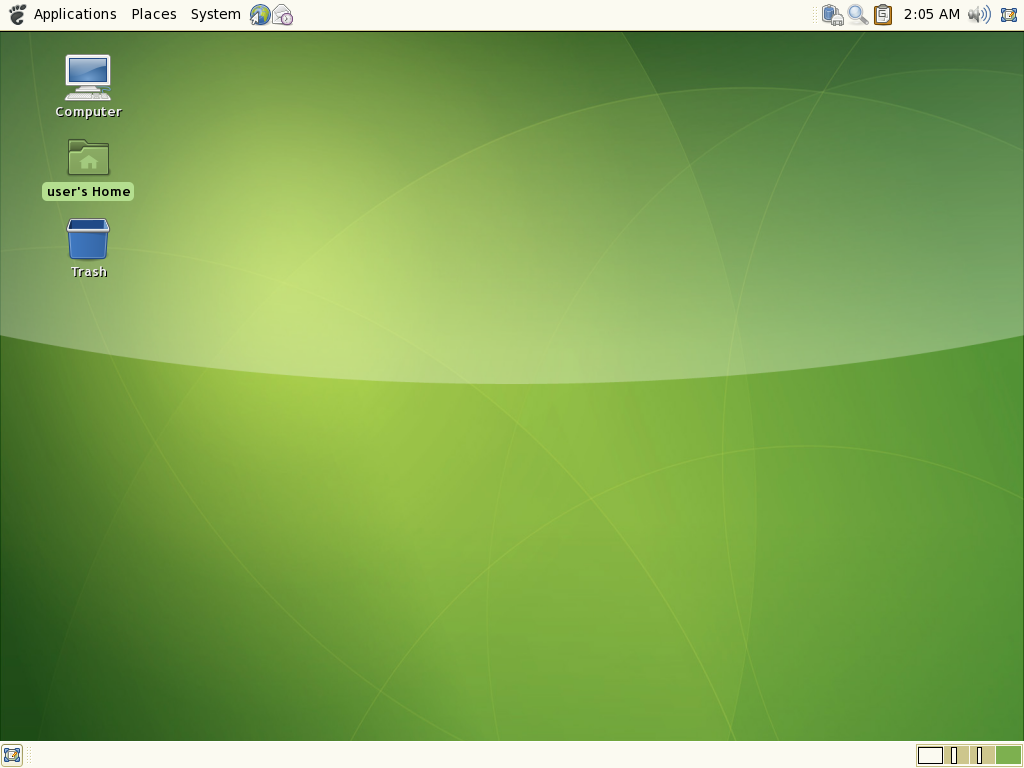
GNOME 2.16
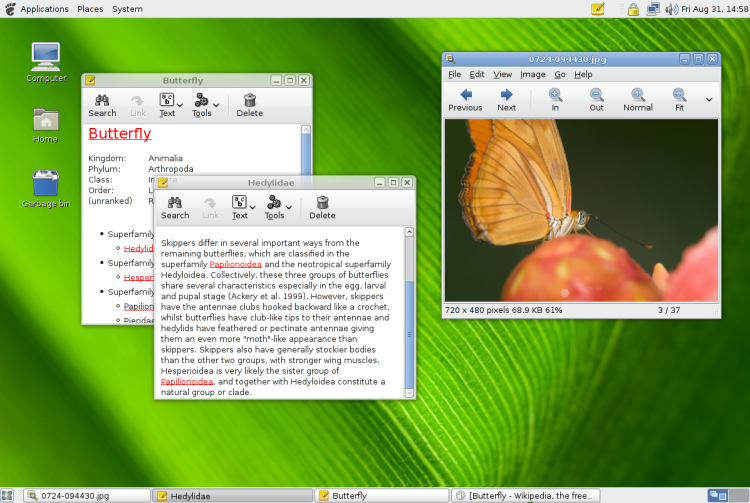
GNOME 2.20
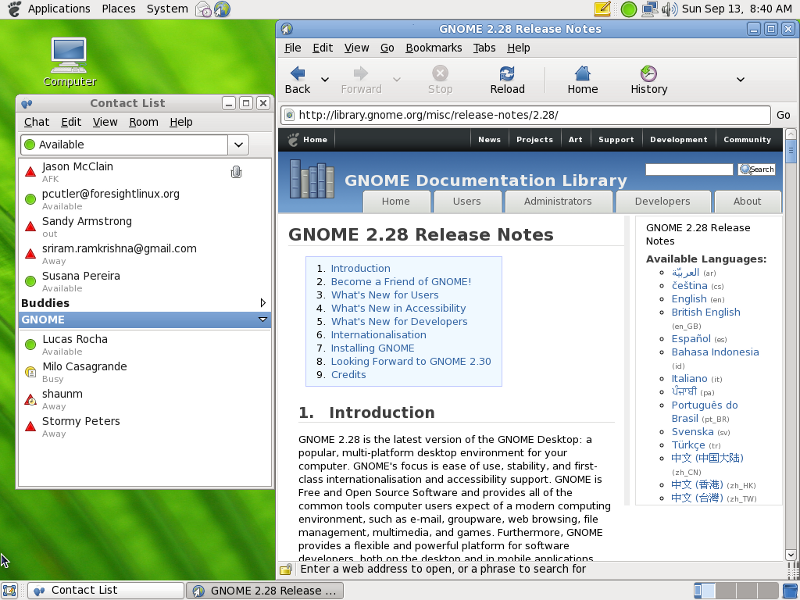
GNOME 2.28
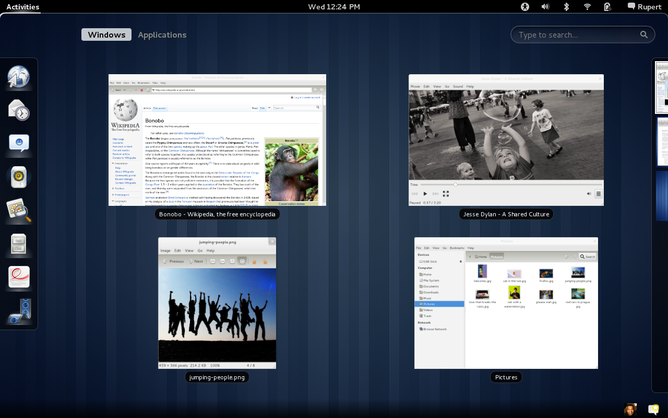
GNOME 3
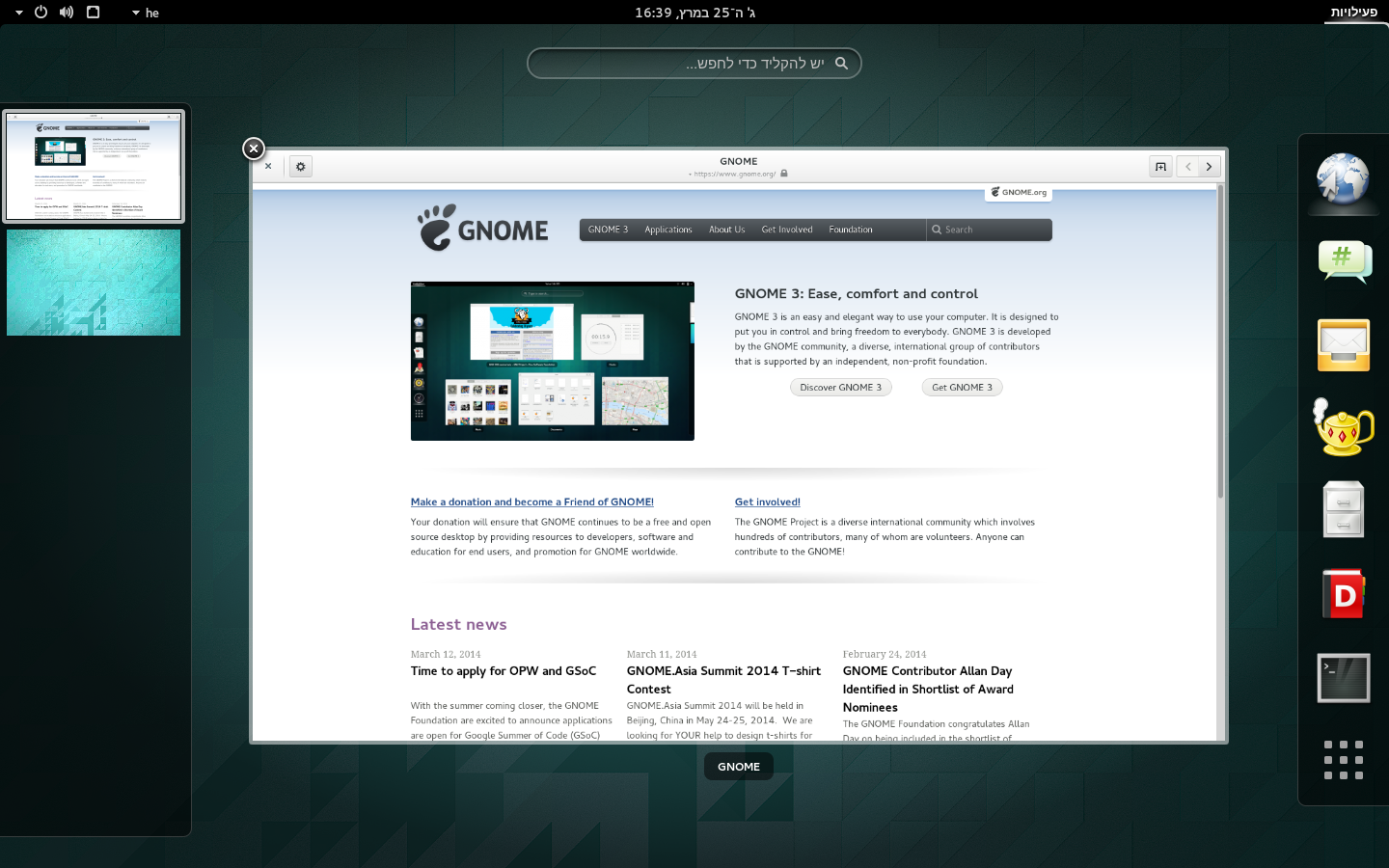
GNOME 3.12
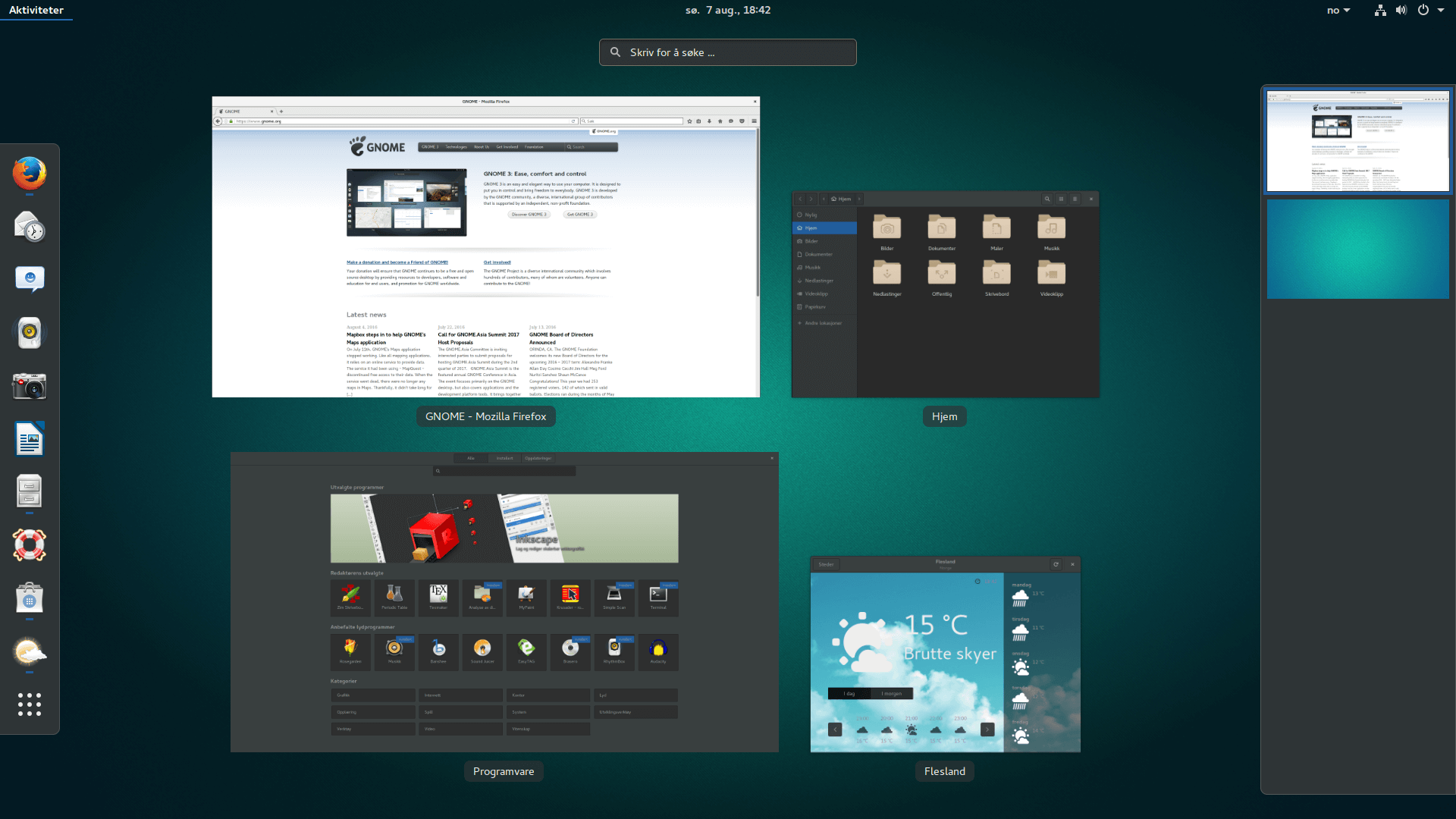
GNOME 3.20
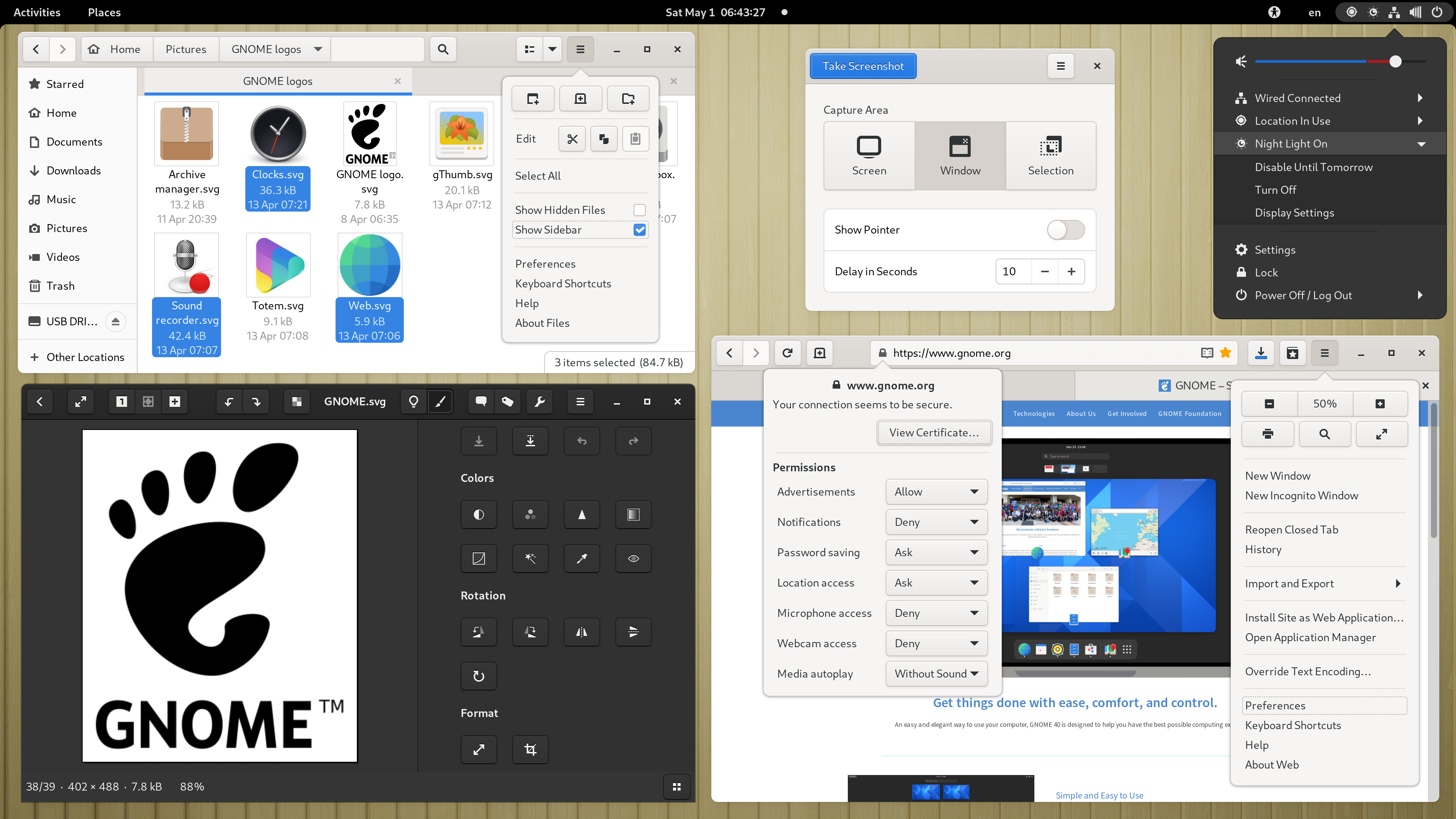
GNOME 40
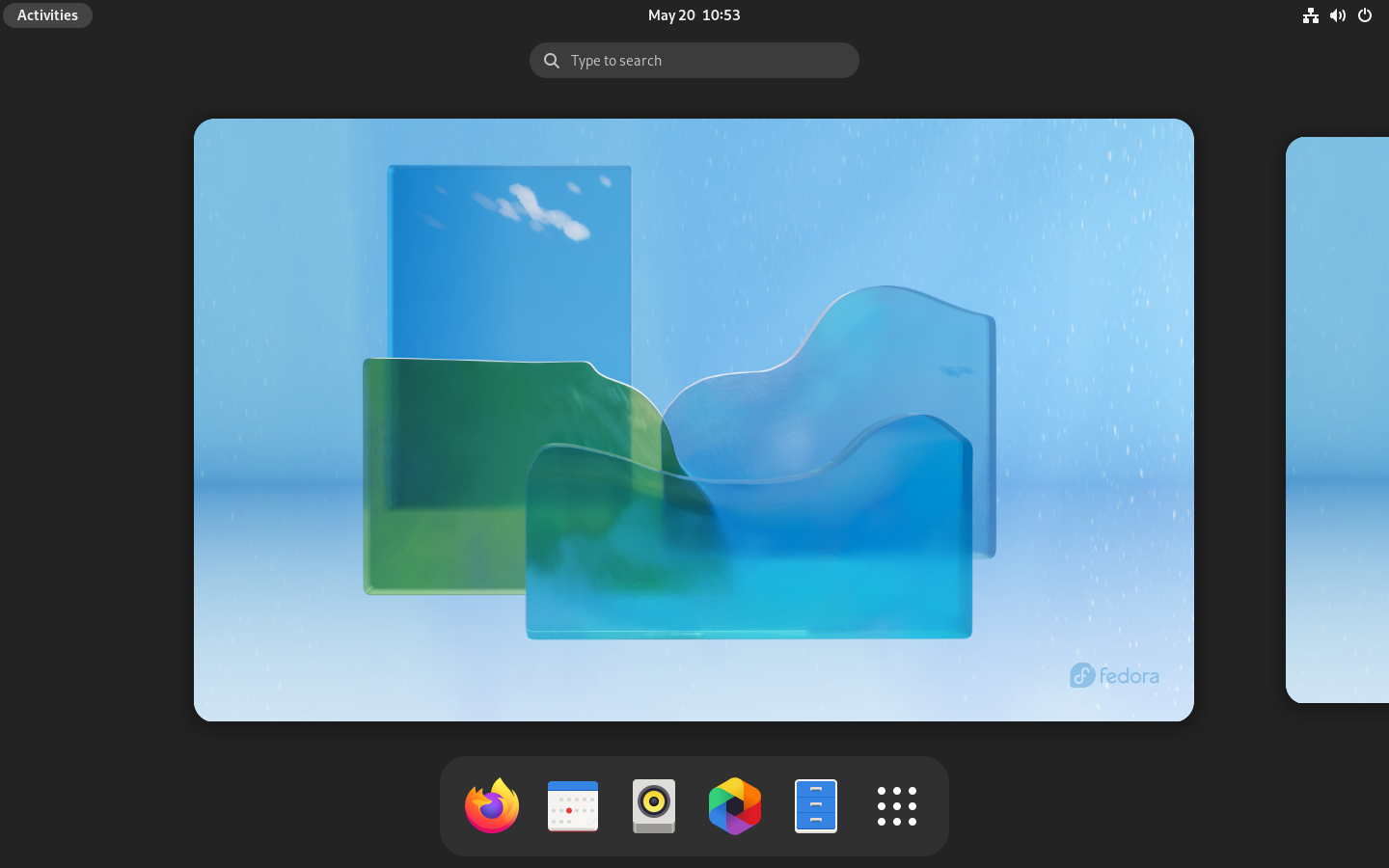
GNOME 42